# Gîte (hébergement)
Pour les articles homonymes, voir Gîte.
Ne doit pas être confondu avec Meublé de tourisme, Chambre d'hôtes ou Maison d'hôtes.

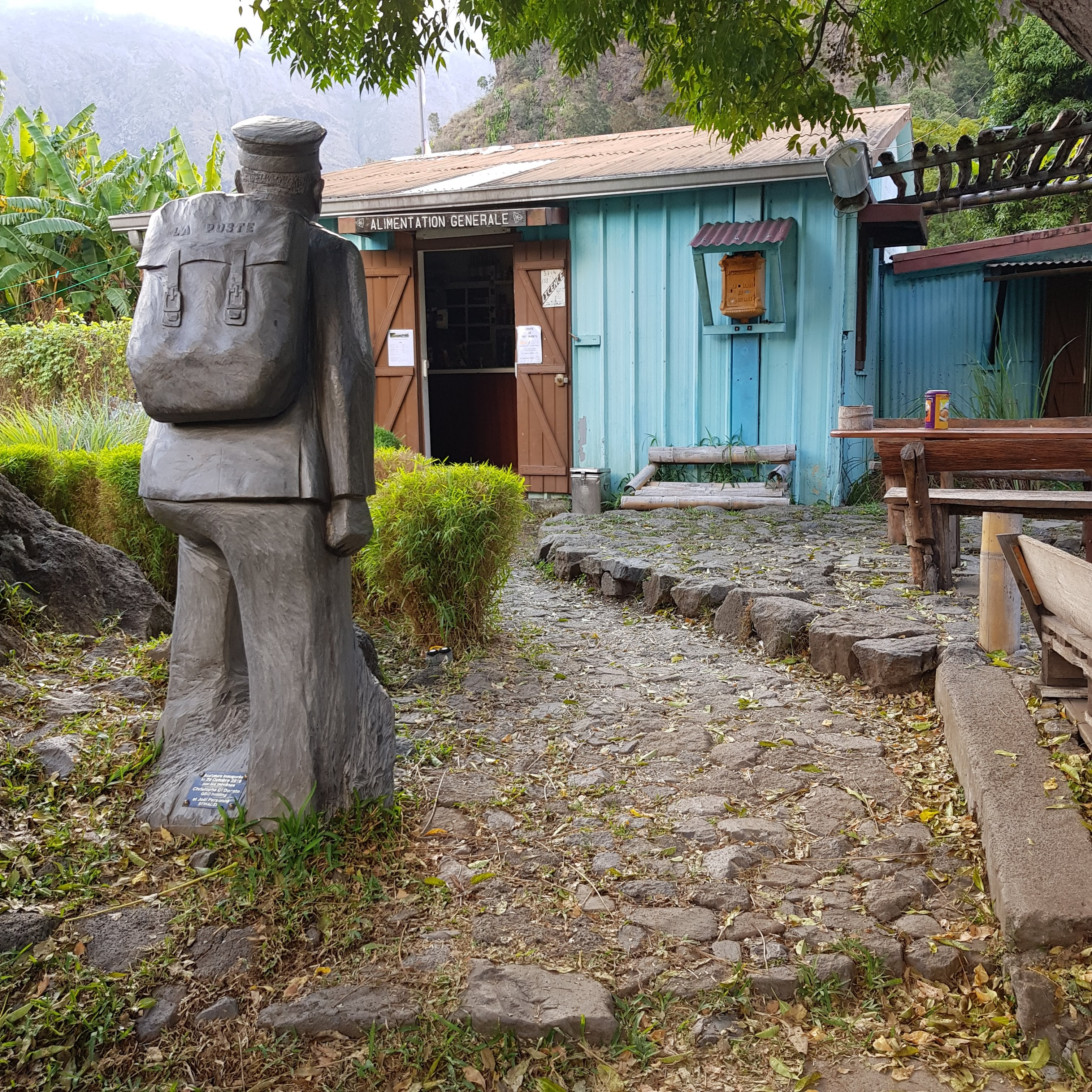
Gîte de montagne sur l'île de La Réunion.

Le gîte (ou gite) est un lieu où l'on peut se loger. Dans le langage courant, le terme désigne un hébergement meublé aménagé, assimilé également aux meublés de tourisme, et destiné à être loué à des fins touristiques, pour une courte durée (week-end, quelques jours, voire semaines).
Le terme de « gîte » est utilisé dans la province de Québec (Canada) pour qualifier l'activité de location de chambres d'hôtes.
L'histoire des gîtes semble débuter au milieu du XXe siècle lorsqu'apparaît le premier gite rural, dans le Sud-Est de la France, d'après une initiative du sénateur Émile Aubert. L'économiste spécialisé dans l'hôtellerie Jean-Christophe Lefevre, auteur d'une Histoire de l'hôtellerie, indique qu'ils se déclineront par la suite « selon le cadre ou la nature des services proposés, ferme-auberge, la ferme de séjour, le gîte communal, le gîte équestre, le gîte d'enfant, le gîte d'étape ou de groupe. »

## Terminologie

### Le gîte traditionnel
Selon le Lexitour, Les 1700 mots des métiers du tourisme, le gîte désigne un logement ou hébergement aménagé à la campagne, à la mer ou à la montagne. Il fait ainsi partie des « formes d’hébergement spécifiques du tourisme rural ».
Dans un Rapport au ministre du Tourisme français (1993), l'inspecteur général Michel Radelet estime qu'un gîte est « un logement de vacances meublé et équipé, aménagé dans une maison traditionnelle ou récente, en espace rural, dans un bourg ou à l'extérieur, dont le propriétaire peut être une personne physique ou morale ».
Le gîte est donc traditionnellement ce que l'on qualifie de gîte rural, puisqu'installé dans de vieilles bâtisses en milieu rural. Toutefois, ce mode d'hébergement a connu des mutations en termes de localisation et de spécialisation.

### Évolution du concept
Le gîte peut désormais se trouver dans des maisons modernes, voire des appartements en milieu urbain. Il se spécialise aussi selon la localisation de l'hébergement. 
On distingue ainsi les types suivants :

#### Les gîtes en milieu rural
Le gîte rural désigne un hébergement meublé en milieu rural. On distingue cependant ceux installés au sein d'une ferme ou sur une exploitation agricole — le gîte à la ferme — de celui aménagé par des ruraux autres qu'exploitants agricoles ou collectivités locales, appelé plutôt gîte touristique. Certains de ces gîtes sont distincts, s'ils sont installés dans un centre équestre. Selon un décret de 1981 de la Communauté française de Belgique, un gîte à la ferme est un type de logement touristique distinct du gîte rural du fait de cette localisation et fait partie d'une appellation protégée.
Si le gîte installé dans un bâtiment existant, réaffecté (vieilles écoles) ou construit par une collectivité locale ou une structure regroupant plusieurs communes (SIVOM, Communauté de communes), comme c'est parfois le cas en France, on désigne cet hébergement meublé comme un gîte communal.
Pour les hébergements de grande capacité destinés à un accueil collectif, on parle de gîte de groupes. On distingue parmi eux les gîtes d'étapes,  hébergements permettant l'accueil de randonneurs (pèlerins, pédestres, équestres, cyclistes...) lors d'un circuit,.
Au Maroc, le gîte désigne des établissements situés en zone rurale à proximité de sites touristiques, qui peuvent également offrir de la restauration. Il peut se situer dans l'habitation principale ou à proximité. Il est qualifié de refuge s'il se trouve en zone de montagne ou dans les environs d'une station de ski. Il peut faire l'objet d'une classification en deux catégories.

#### Ecogîte
Avec l'émergence du concept de développement durable, certains propriétaires de gîtes se sont approprié le concept ce qui a donné lieu à l'apparition du terme « écogîte ». Il s'agit d'un hébergement répondant aux normes d'un écolabel.
The Ecotourism Society (fondé en 1990, devenu en 2000 The International Ecotourisme Society - TIES), donne une définition « le terme écogîte est une étiquette créée par l'industrie pour désigner un gîte touristique dépendant du milieu naturel et conforme à la philosophie de l'écotourisme »
Christiane Gagnon, professeure à l'Université du Québec à Chicoutimi, indique dans un ouvrage consacré à l'écotourisme que la distinction entre le gîte et l'écogîte repose principalement sur le caractère artificiel du premier par rapport au second, plus respectueux et intégré à son environnement. En effet, l'écogîte du fait des choix pour son implantation, ses installations, des services et des activités associés, correspondent à une intégration au milieu naturel.

#### Les autres types
Avec l'évolution du concept, certains propriétaires habitant en milieu urbain ont développé un accueil que l'on nomme désormais gîte de ville. Il prend le nom de « Gîte citadin », une appellation protégée, en Wallonie.
Il existe également ce que l'on appelle des gîtes familiaux ou encore villages de gîtes. Ces hébergements meublés ont la caractéristique d'être installés dans différents bâtiments complétés parfois par des équipements collectifs, voire organisés en petit lotissement . On appelle parfois ces gîtes en France des gîtes groupés.

## Activités
La géographe, Marie-Geneviève Durand, observe dans une « enquête sur Tourisme social et familial » en Isère (1966) que « l'appoint d'un revenu complémentaire au revenu agricole est devenu nécessaire pour les exploitations marginales ». Cette orientation vers l'accueil et l'hébergement touristique peut se comprendre car il existe une forte demande de la part des citadins et que ces familles d'agriculteurs possèdent un patrimoine bâti pouvant être éventuellement reconverti. 

## Les réseaux
Le développement du phénomène des gîtes a abouti à la création de réseaux nationaux et internationaux. Au niveau européen, où l'activité est la plus développée, on trouve la structure EuroGîtes, Fédération Européenne du Tourisme Rural, fondée en 1990, à l'initiative « EUROTER - Tourisme en Europe rurale » ainsi que d'autres fédérations nationales européennes. Il fédère 35 organismes professionnels réunissant plus de 100 000 logements, en milieu rural, dans 28 pays d'Europe.

### En Belgique
En Belgique, les propriétaires de gîtes peuvent adhérer au réseau Gites de Wallonie, Accueil Champêtre en Wallonie et Logeren in Vlaanderen.

### Au Canada
L'équivalent des "gîtes" en Europe se nomme  au Québec "Résidences de tourisme", qui sont classifiées sur une échelle de 0 à 5 étoiles.

### En France
Certains sont référencés par des associations comme Gîtes de France, Clévacances, Accueil Paysan ou encore Bienvenue à la ferme. 
À la suite de l'expérience des premiers gîtes ruraux dans les Alpes-de-Haute-Provence au début des années 1950, la France organise son offre d'hébergements touristiques en mettant en place, sous le patronage du ministère de l'Agriculture et du Secrétariat d'État au Tourisme, le réseau Gîtes de France le 11 janvier 1955,. Dénommés « Gîte rural de France », ancienne marque déposée de la Fédération Nationale des Gîtes Ruraux de France, la structure devient Gîtes de France. Il s'agit d'un réseau de gîtes français rassemblant des gîtes répondants aux critères d'une « charte de qualité » établie par la Fédération nationale des gîtes de France. Celui-ci regroupe dans les années 2000 environ 43 000 gîtes ruraux dont se distinguent les gîtes d'enfants, de charme, de pêche, de neige, accessible aux handicapés ou encore les gîtes Panda. Les gîtes d'enfants sont créés en 1980 à destination des séjours pour enfants.
Les gîtes Panda sont un hébergement ayant reçu le label « Panda » par le Fonds mondial pour la nature - World Wide Fund France et classés par la Fédération des gîtes de France. Ce label, créé en 1992, est associé à des gîtes situés dans les parcs naturels et les parcs nationaux en France, pour lesquels est mis en place une gestion des énergies, de l'eau et des déchets ainsi qu'une éducation pour les hôtes. En 2009, 230 gîtes avaient obtenu ce label.

### Au Luxembourg
Pour le duché, l'organisme compétent est Gites Luxembourg

### Au Maroc
Les gîtes sont classés en 2e et 1re catégorie, refuge et ferme d’hôtes.

### En Suisse
En Suisse, l’association Agrotourismus Schweiz (Agrotourisme suisse) fédère les propriétaires de gîtes.